# Sinopoda peet
Sinopoda peet – gatunek pająka z rodziny spachaczowatych i podrodziny Heteropodinae.

## Taksonomia
Gatunek ten opisany został po raz pierwszy w 2012 roku przez Petera Jägera na łamach „Zootaxa”. Jako miejsce typowe wskazano Tham Ma Liong w laotańskiej prowincji Houaphan. Epitet gatunkowy oznacza po laotańsku „osiem” i odnosi się do liczby oczu u tego pająka.

## Morfologia
Jedyny zmierzony okaz jest samicą o ciele długości 11,8 mm przy prosomie długości 4,7 mm i szerokości 4,2 mm oraz opistosomie (odwłoku) długości 7,1 mm i szerokości 4,2 mm. U okazu przechowywanego w alkoholu karapaks jest żółtawobrązowy z rudobrązową jamką i promieniście rozchodzącymi się paskami oraz ciemnobrązowymi i jaskrawymi poprzecznymi przepaskami w tyle, szczękoczułki są ciemnorudobrązowe, warga dolna rudobrązowa lub żółtobrązowa, sternum bladożółtawobrązowe, odnóża żółtawobrązowe, a opistosoma żółtawobrązowa, na wierzchu ze słabo widocznym, nieregularnym wzorem. Oczy wszystkich par są wykształcone. Szczękoczułki mają trzy zęby na krawędzi przedniej i cztery na tylnej. Nogogłaszczki samicy mają pazurki z ośmioma ząbkami. Genitalia samicy mają szersze niż dłuższe pole epigynalne z dwoma sensillami szczeliniastymi i dwoma krótkimi pasmami przednimi. Kieszonki epigynalne mają boczne krawędzie wystające przednio-bocznie. Bruzdy boczne mają prawie równoległy przebieg i oddalone są od bocznych krańców kieszonek. Boczne płaty wulwy są zlane, w tyle zaopatrzone w silne, szerokie wcięcie pośrodkowe. Wyrostki gruczołowe są długie i wąskie, w tyle węższe niż na przedzie. Część równoległa układu kanalików wewnętrznych jest długa. Spermateki odznaczają się U-kształtnie zakrzywionymi częściami tylnymi. 

## Rozprzestrzenienie
Pająk orientalny, endemiczny dla Laosu, znany tylko z lokalizacji typowej na terenie prowincji Houaphan. Odnaleziony w jaskini na wysokości 820 m n.p.m.